# Mašivský rajón
Mašivský rajón (ukrajinsky Машівський район) byl rajón v Poltavské oblasti na Ukrajině. Hlavním městem byla Mašivka a rajón měl přibližně 19 tisíc obyvatel. 

## Sídla v rajónu
- Mašivka